# Северная Пильва
Северная Пильва — река в России, протекает по Республике Коми и Пермскому краю. Исток в Усть-Куломском районе Республики Коми. Устье реки находится в Чердынском районе Пермского края, где, сливаясь с Южной Пильвой, реки образуют Пильву. Длина реки составляет 42 км.

## Данные водного реестра
По данным государственного водного реестра России относится к Камскому бассейновому округу, водохозяйственный участок реки — Кама от истока до водомерного поста у села Бондюг, речной подбассейн реки — бассейны притоков Камы до впадения Белой. Речной бассейн реки — Кама.
Код объекта в государственном водном реестре — 10010100112111100003598.